# نواف احمد جابر الصباح
نواف الاحمد الجابر الصباح (۲۵ ژوئن ۱۹۳۷ – ۱۶ دسامبر ۲۰۲۳) ششمین امیر کویت و فرماندهٔ کل قوای نیروهای مسلح کویت بود که پس از مرگ برادر ناتنی خود صباح احمد جابر الصباح، در ۲۹ سپتامبر ۲۰۲۰ به این مقام رسید.  نواف فرزند احمد جابر الصباح امیر پیشین کویت از همسر یازدهم او بود. وی فرمانده نیروهای نظامی کویت از سال ۲۰۲۰ نیز بود. وی پس از سلمان بن عبدالعزیز، پادشاه عربستان، پیرترین رئیس حکومت در جهان عرب بود. او برخلاف سنت آل صباح در ۷ فوریه ۲۰۰۶ به عنوان ولیعهد معرفی شده بود. بر این اساس قرار شد مسئولیت دفاتر امیر و ولیعهد به‌طور متناوب بین عشیره الجابر و السالم تقسیم شود.

## سال‌های آغازین
شیخ نواف آل احمد الجابر الصباح در ۲۵ ژوئن ۱۹۳۷ زاده شد. وی فرزند دهمین حاکم کویت، شیخ احمد الجابر الصباح بود. او در مدارس مختلف کویت تحصیل کرده بود.

## زندگی شخصی
شیخ نواف با شریفه سلیمان الجاسم الغانیم، دختر سلیمان الجاسم الغانیم ازدواج کرد. آنها چهار پسر و یک دختر داشتند. به گزارش روزنامه العربی الجدید وی شخصیت آرامی داشت و به تشریفات پروتکلی زیاد اهمیتی نمی‌دهد. نواف جابر الصباح در یکی از محله‌های طبقه متوسط در کویت زندگی می‌کرد و به خاطر اهداف راهبردی کویت در سیاست خارجی به حفظ سیستم فعال و زنده شورای همکاری خلیج فارس اصرار داشت.

## سمت‌ها
شیخ نواف یکی از ارشدترین اعضای مجلس صباح بود که بیش از ۵۸ سال در مسئولیت‌های گوناگون به کویت خدمت کرده بود. او در ۲۵ سالگی، در ۲۱ فوریه ۱۹۶۲ به عنوان استاندار استان حولی منصوب شد و تا ۱۹ مارس ۱۹۷۸ این سمت را حفظ کرد. در سال ۱۹۷۸ وی پست وزیر کشور را به عهده گرفت. و این پست را تا ۲۶ ژانویه ۱۹۸۸ ادامه داد و به عنوان وزیر دفاع منصوب شد. پس از آزادسازی کویت، شیخ نواف در ۲۰ آوریل ۱۹۹۱ به عنوان سرپرست وزارت کار و امور اجتماعی منصوب شد و این پست را تا ۱۷ اکتبر ۱۹۹۲ حفظ کرد.
در ۱۶ اکتبر ۱۹۹۴ شیخ نواف به عنوان معاون رئیس گارد ملی کویت منصوب شد و تا سال ۲۰۰۳ این سمت را بر عهده داشت. در همان سال، شیخ نواف دوباره پست وزیر کشور را به دست گرفت تا این که حکمی از طرف امیری در ۱۶ اکتبر ۲۰۰۳ صادر شد و وی را به عنوان معاون اول نخست‌وزیر کویت و وزیر کشور منصوب کرد.
شیخ نواف همچون برادرش کوشید نقش میانجی را در بحران دیپلماتیک قطر بازی کند.

## سیاست‌های راهبردی
شیخ نواف در پشتیبانی از برنامه‌هایی که از اتحاد ملی بین شورای همکاری کشورهای عربی خلیج فارس و کشورهای عربی پشتیبانی می‌کنند نقشی حیاتی داشت.

## امیری کویت
با رسیدن شیخ صباح احمد جابر الصباح به رهبری کویت در ۲۹ ژانویه ۲۰۰۶ فرمان امیری در ۷ فوریه ۲۰۰۶ صادر شد که شیخ نواف را به عنوان ولیعهد رسماً تعیین می‌کرد. شیخ صباح در ۲۹ سپتامبر ۲۰۲۰ درگذشت و نواف به عنوان امیر کویت اعلام شد.
عفو گسترده زندانیان به شیخ نواف لقب «امیر عفو» را داده بود. از جمله محکومان پرونده هسته عبدلی بودند.

## مرگ
تلویزیون رسمی کویت در ۱۶ دسامبر ۲۰۲۳ برابر با ۲۵ آذر ۱۴۰۲ گزارش داد که امیر کویت در بیمارستان درگذشته است.